# Кумано (тежък крайцер, 1936)
Кумано (на японски: 熊野) е тежък крайцер на Императорските ВМС на Япония. Четвъртият влязъл в строй представител на типа „Могами“. Носи името „Кумано“ в чест на реката в префектура Мие.
Поръчан е в числото на четирите крайцера от този тип по Първата програма за попълнение на флота от 1931 г. Построен е в периода 1934 – 1937 г. от корабостроителницата на фирмата Кавазаки в Кобе. Работите по подобряване на здравината на корпуса и устойчивостта на кораба са извършени още на стапела.
След около година служба „Кумано“ отново се оказва в корабостроителницата за провеждане на планирана замяна на оръдейните кули, продължила от май до октомври 1939 г. В периода 1940 – 1941 г. крайцерът заедно с еднотипните кораби активно участва в учения, а също и в операциите по превземането на Френски Индокитай. В хода на Второто сражение във Филипинско море загубва носа си, но успява на свой ход да се добере до контролирани от японците води. През следващия месец преживява още няколко торпедни и бомбени атаки, в т.ч. намирайки се в ремонт, и е потопен на 25 ноември 1944 г. при остров Лусон.

## Строителство
В края на 1933 г., в рамките на Първата програма за попълнение на флота, е дадена поръчка за строителството на четвъртия „8500-тонен“ крайцер на стойност 24 833 950 йени. На 10 март 1934 г. на бъдещия кораб е присвоено името „Кумано“ – в чест на реката на полуостров Кии, протичаща през префектурите Нара, Вакаяма и Мие. Преди това името не е използвано в японския флот. „Кумано“ е заложен на стапела на корабостроителницата на „Кавазаки“ в Кобе на 5 април 1934 г.
През 1933 г. е решено, че втората двойка крайцери от типа „Могами“ ще получат само осем парни котли вместо десет, а предвидените по проект едностволни 127-мм установки ще бъдат заменени със сдвоени. На завършващия етап от строежа, още на стапела, корабът, през лятото – есента на 1934 г., преминава т.нар. „Първи етап работи за повишаване на ефективността“, предизвикан от инцидента с миноносеца „Томоджуру“ през март на същата година. В хода му крайцерът получава оборудване за приемане/изхвърляне на воден баласт в двойното дъно, намалено е разстоянието между палубите, а също значително, по сравнение с изходния проект, са олекотени надстройките.
Във връзка с разследването на инцидента с Четвърти флот, през ноември 1935 г., построяването на „Кумано“ (все още не спуснат на вода, за разлика от останалите три крайцера от този тип) е спряно и е възобновено едва през пролетта на 1936. При това на него е проведен втория етап работи за повишаване на ефективността. В хода му съединените чрез заваряване шевове листове стомана тип „D“ на протежение 80% от дължината на корпуса са заменени с нитовани (дебелината им на много участъци е удвоена), а в краищата – със заваръчни от мека стомана, съкратено е първото ниво на надстройката (със зенитната палуба), за да не преминават през него барбетите на оръдейните кули № 3 и 4, поставени са були с увеличена ширина за компенсация на нарасналата водоизместимост. Също паралелно с това са поставени кърмовите 127-мм установки и 25-мм зенитни автомати, намалена е височината на гротмачтата и е преправена системата релси за хидросамолетите. На 15 октомври 1936 г. „Кумано“ е спуснат на вода. На ходовите изпитания, на 17 август 1937 г., в пролива Кии той развива 35,36 възела при водоизместимост 13 513 тона и мощност на машините 153 698 к.с.. На 31 октомври крайцерът е предаден на флота едновременно с третия представител на типа – „Судзуя“.

## История на службата

### Довоенна
След предаването на флота, на 31 октомври 1937 г., „Кумано“ е приписан към ВМБ Куре и получава позивните JJPA. Той се намира в резерва 1-ва категория до 1 декември, докато не е зачислен в състава на 7-а дивизия в качеството на флагман (една марка на комина), заедно с „Микума“ (две марки) и „Судзуя“ (три марки). От 9 до 14 април 1938 г. трите крайцера на 7-а дивизия извършват поход от Сасебо до Такао. През август корабите участват в ученията в проливите Бунго и Исе. От 17 до 23 октомври крайцера прави поход от Сасебо за Мако и се връща след това обратно.
От 21 март до 3 април 1939 г. 7-а дивизия (включваща към този момент само „Кумано“ и „Микума“) прави преход от Сасебо до бреговете на северен Китай. В периода април – май двата кораба участват в учения при южната част на японските острови (района Кагошима-Сукумо). На 20 май те са извадени в резерва трета категория във връзка с началото на нова модернизация. Тя става известна като Трети етап работи за повишаване на ефективността и е насочена преди всичко към замяната на главния калибър – 155-мм триоръдейни установки са демонтирани и на техните барбети са поставени 203,2-мм двуоръдейни установки (т. нар. „модел „Могами““). Паралелно с това също са заменени катапултите на арсенала Куре тип № 2 модел 3 с по-тежките тип № 2 модел 5, парогазовите торпеда тип 90 с кислородните тип 93 (с увеличение на боекомплекта до 24 броя), поставен е прибор за управление на торпедната стрелба тип 92 на площадка на фокмачтата. Модернизацията на „Кумано“ провежда Арсенала на флота в Куре, работите се водят от 20 май до 20 октомври 1939 г.
На 15 ноември 1939 г. „Кумано“ се връща в състава на 7-а дивизия (две марки, флагман „Судзуя“). На 27 март 1940 г. двата крайцера отплават от Сасебо към крайбрежието на Южен Китай, връщайки се в базата на 2 април. От 1 май в състава на 7-а дивизия се връщат „Могами“ и „Микума“, и с този момент тя включва всичките четири представители на типа „Могами“. От 7 януари 1941 г. 7-а дивизия получава вътрешно деление на две отделения (първо – „Кумано“ и „Судзуя“, второ – „Микума“ и „Могами“), флагман става „Кумано“.
Във връзка с изострянето на френско-тайския конфликт 7-а дивизия, на 23 януари 1941 г., напуска Куре и на 29 януари пристига в Самах на остров Хайнан. На 31 януари на борда на крайцера „Натори“, при посредничеството на японски дипломати, е подписано примирие. На 6 февруари 7-а дивизия излиза в море, посещава на 10-и Бангкок и 13-и Сайгон. На 18 февруари тя е в Самах, на 20 – 21 февруари престоява в Мако, на 23 – 26 февруари – на Окинава, 3 – 7 март – в Такао, 11 – 28 март – в залива Саеки и на 29 март пристига в Куре. От 4 до 11 април „Кумано“ (заедно с „Могами“) преминава там докуване, в хода на което е поставена и размагнитваща намотка.
На 25 април крайцерът заедно със „Судзуя“ напуска Куре; на 26 април те пристигат в залива Овасе, където на 28 април към тях се присъединява „Микума“. На 17 май корабите пристигат в залива Исе, където се съединяват с „Могами“, и на 22-ри се връщат обратно. На 3 – 4 юни „Кумано“, „Судзуя“ и „Могами“ напускат залива Овасе и се насочват за Бепу, където престояват от 6 до 10 юни, 12 – 19 юни провеждат в залива Сукумо и на 23-ти се обединяват с „Микума“ в залива Ариаке. На 27 – 30 юни 7-а дивизия преминава в Йокосука, а оттам, на 8 – 12 юли – в Куре.
На 16 юли крайцерите напускат Куре за участие в превземането на Френски Индокитай. На 22 юли те пристигат в Самах и на 25 – 30 юли съпровождат оттам транспорти с войски до Сайгон. На 7 – 19 август 7-а дивизия е в залива Сукумо и на 20 август се връща в Куре. От 31 август до 7 септември „Кумано“ (заедно със „Судзуя“) преминава там поредното докуване. На 16 септември 7-а дивизия излиза в учебен поход, посещавайки Мураджуми (16 септември – 14 октомври), заливите Саеки (15 – 19 октомври), Бепу (20 – 23 октомври и 10 – 11 ноември), Сукумо (23 октомври – 1 ноември), Ариаке (2 – 9 ноември) и на 13 ноември пристига за престой на котва при остров Хашира. На 16 ноември крайцерите посещават Куре за зареждане с гориво и попълване на боекомплекта. На „Кумано“ (флаг на контраадмирал Такео Курита) преминава от Куре в Самах, където се присъединява към крайцерите „Судзуя“, „Могами“, „Микума“ и „Чокай“.

### Втора световна война
На 4 декември 1941 г. 7-а дивизия отплава от порт Самах за прикритие на 1-ви Малайски конвой и районите на десант в Кота Бару, Сингора и Патан. В нощта на 9 декември тя заедно с 3-та ескадра разрушители се намира в готовност за нощен бой с британското съединение „Z“ (по-рано открито от подводницата „И-65“), но успява да го намери и на сутринта се съединява с главните сили (линкорите „Конго“ и „Харуна“, тежките крайцери „Атаго“ и „Такао“). На следващия ден тази задача губи своята актуалност, тъй като британските кораби са потопени от авиацията на Японския императорски флот при Куантан. В хода на преследването, късно вечерта на 9 декември, хидросамолет № 2 на крайцера „Кумано“ (тип 94 модел 2) изчезва безследно с тричленен екипаж.
На 11 декември „Кумано“ и „Судзуя“ (1-во отделение на 7-а дивизия) пристигат в Камран. На 13-и те отново излизат в морето и на 16 декември поддържат десанта в Мири на северен Калимантан, връщайки се в базата на 27 декември. В периода 5 – 10 януари 1942 г. двата крайцера прикриват конвои до Камран.
На 16 януари 1942 г. 7-а дивизия заедно с крайцерите „Чокай“, „Сендай“ и „Юра“ излиза в морето за прихващане на британски кораби, но заповедта за това е отменена на 18 януари, и на следващия ден дивизията се връща обратно. На 23 януари тя отново напуска Камран, „Кумано“, „Судзуя“ и 19-и дивизион разрушители („Аянами“ и „Ишонами“) при това прикриват десанта на островите Анамбас. На 26 януари те се срещат с крайцера „Юра“ и след прикриване на десанта при Ендау се връщат в Камран на 30 януари. След кратък престой всичките 4 крайцера на 7-а дивизии и „Чокай“ излизат в морето на 10 февруари и след три дена осигуряват прикритието на операция „L“ (превземането на Палембанг и остров Банка). На 16 февруари 7-а дивизия е придадена в състава на Главните сили с цел осигуряване на превземането на западна Ява и на следващия ден пристига на остров Анамбас за прием на гориво и припаси.
На 24 февруари 4-те крайцера излизат в морето, „Кумано“ и „Судзуя“ се насочват за прикритие на десанта при Индрамадзю източно от Батавия. На 1 март корабите на 7-а дивизия се обединяват, на 4-ти напускат района на Ява и на следващия ден пристигат в Сингапур. От 9 до 12 март четирите крайцера и „Чокай“ прикриват районите на десант в Сабанг и Ири на северна Суматра, на 15-и се връщат за дозареждане и попълване на запасите. От 20 март те участват в превземането на Андаманските острови и след изпълнение на задачите застават на котва в бирманския порт Мергуи на 26-и. На 1 април в рамките на операция „Си“ всичките пет крайцера излизат в морето, насочвайки се в състава на съединението на вицеадмирал Джисабуро Одзава към Бенгалския залив. В 20:30 на 5 април корабите на Одзава се разделят на три независими групи, от които „Кумано“, „Судзуя“ и разрушителя „Ширакумо“ влизат в северната. Между 09:52 и 11:50 на следващия ден те потопяват пет съда на страни от антихитлеристката коалиция – британските „Силкуорт“, „Аутоликус“, „Малда“, „Шинкуан“ и американският „Ексмур“. „Кумано“ при това изразходва 333 203-мм и 186 127-мм снаряда. На 11 април 7-а дивизия се отбива в Сингапур, на 13-и в Камран и на 22-ри пристига в Куре, където крайцерите влизат за планов ремонт в Арсенала на флота. От 27 април до 4 май „Кумано“ и „Судзуя“ преминават там докуване.
На 22 май 1942 г. 7-а дивизия (командващ контраадмирал Такео Курита, флаг на „Кумано“) под прикритието на 8-и дивизион разрушители („Асашио“ и „Арашио“) напуска Хашираджима и пристига на 26 май в Гуам. На 28 май тя излиза в морето за участие в операцията „МИ“, изначално прикривайки съединението на хидросамолетоносачи на контраадмирал Фуджита („Читосе“ и „Камикава-мару“). На 30 май 7-а дивизия и 8-и дивизион се срещат с транспортната група на контраадмирал Танака (12 транспорта с 5000 войника на борда) и танкерите „Акебоно-мару“ и „Ничией-мару“, от този момент съпровождайки вече тях. Денем на 4 юни Курита получава заповед от Нагумо за обстрел на Мидуей, който трябва да постигне ненаправеното от Първо мобилно съединение в загубеното от японците сражение между самолетоносачите – да унищожи американските самолети и бреговите укрепления на атола, които могат да попречат на десанта. Тъй като до крайната точка трябва да се изминат още 410 морски мили, преодоляването им трябва да стане на максималната скорост от 35 възела. Разрушителите „Асашио“ и „Арашио“ не могат да я поддържат в бурно море, и постепенно започват да изостават.
През нощта става ясно, че крайцерите няма да достигнат Мидуей, бе да попаднат под ударите на американската авиация, в 00:20 на 5 юни Ямамото отменя заповедта на Нагумо за обстрел. Обаче неговото съобщение по погрешка първоначално е изпратено не на 7-а, а на 8-а дивизия („Тоне“ и „Чикума“). До Курита то достига едва след два часа, в 02:30, когато до Мидуей остават по-малко от 50 морски мили, и едва от този момент 7-а дивизия взема курс на северозапад, насочвайки се насреща към главните сили. Паралелно с това, в 02:15, японските кораби са засечени от плаващата в надводно положение американска подводница „Тембор“ (командир – капитан 3-ти ранг Джон Мърфи) като четири големи непознати цели, обаче субмарината скоро губи контакт с тях в тъмнината. В 02:38 контакта е възобновен, и почти веднага и самата лодка е засечена от флагманския „Кумано“. Поради заплахата от торпедна атака четирите крайцера на 7-а дивизия получават заповед да изпълнят завой „всички заедно“ на 45°, но поради грешка при препредаването му и тъмнината само на плаващите първи „Кумано“ и четвърти „Могами“ го изпълняват вярно. Плаващите втори „Судзуя“ и трети „Микума“ започват завой „всички заедно“ на 90°. И ако „Судзуя“ просто преминава в опасна близост зад кърмата на „Кумано“, то „Микума“ към края на петата минута таранира „Могами“. Макар на последния да забелязват сближението и секунди преди сблъсъка да започват завой наляво, даже плъзгащия удар на плаващия с 28-възлов ход крайцер (започнал от района на носовата надстройка и напред към носа) нанася сериозни повреди. На „Могами“ е смачкан и огънат почти на 90° носовият край плътно до първата кула на главния калибър. Повредите на „Микума“ се оказват много по-леки – смачкани са броневите плочи в района на мястото на удара, от горивната цистерна зад котелно отделение № 4 започва изтичане на мазута (през участък от повредена обшивка с дължина 20 и ширина 6 метра), драскотини по борда между 127-мм установка № 2 и гротмачтата. „Кумано“ и „Судзуя“ след това продължават да се отдалечават на запад на пълен ход и на 13 юни пристигат на Трук.
На 17 юни „Кумано“ заедно със „Судзуя“ и разрушителите „Араре“ и „Касуми“ напускат Трук и на 23-ти пристигат в Куре. На 14 юли в хода на реорганизацията на ЯИФ 7-а дивизия е предадена от Втори флот (крайцерския) на Трети (авионосен). От 17 до 23 юли двата крайцера преминават от Хашираджима в Сингапур. На 28 юли те отново излизат в морето, насочвайки се за порт Мергуи в Бирма в рамките на операция „Б“. Около 6:00 плаващите с ескорт от четири разрушителя „Судзуя“ и „Кумано“ са атакувани от нидерландската подводница „O-23“, която пуска по тях 4 торпеда. Всички те преминават встрани, последвалото шестчасово преследване на лодката завършва с неуспех. В Мергуи съединението пристига на 30 юли.
На 7 август, в рамките на осъществяването на операция „Ка“, „Кумано“ и „Судзуя“ напускат Мергуи и се насочват на изток. Дозареждат се в Баликпапан, на 14 – 16 август, те, на 22-ри северно от Гуадалканал се съединяват с авионосното съединение на адмирал Нагумо и в неговия състав участват в сражението при Източните Соломонови острови. След боя 7-а дивизия патрулира района в северната част на Соломоновите острови и на 5 септември пристига на Трук. На 9 септември тя отново излиза в морето в състава на авионосно съединение в същия район. На 14 септември японските кораби са атакувани от 10 бомбардировача B-17, а на 23-ти се връщат в базата.
На 11 октомври „Судзуя“ и „Кумано“ излизат в морето в състава на Трети флот за поддръжка на поредното настъпление към Гуадалканал, запланирано за 24-ти. На 17 – 18 октомври корабите се дозареждат в морето, а на 19-и „Кумано“ е изпратен за ескорт на 1-ва дивизия самолетоносачи, и контраадмирал Нишимура пренася своя флаг на „Судзуя“. Двата крайцера участват в сражението при островите Санта Крус, на 26 октомври, и последвалия неуспешен опит да наложат на американците нощен бой. В базата се връщат на 30 октомври. 2 – 7 ноември „Кумано“, поради необходимост от ремонт, плава за Куре, където от 15 до 20 ноември преминава докуване. На 22 ноември крайцера излиза в морето след пет дни присига в Манила. От 29 ноември до 4 декември той с войски на борда преминава в Рабаул, където се среща със „Судзуя“. На 5 – 6 декември двата крайцера преминават в Кавиенг, където контраадмирал Нишимура пренася флага си на „Кумано“. Двата кораба почти месец стоят там в готовност във връзка с евакуацията на Гуадалканал, за това време извършват само един поход с войски на борда към Лоренгау, на 12 – 13 декември.
На 11 февруари 1943 г. „Кумано“ напуска Кавиенг и на 13 февруари пристига на Трук, срещайки се там със „Судзуя“. Месец и половина двата кораба престояват там, заети с бойна подготовка и намирайки се в готовност да излязат за прихващането на поредния американски рейд. На 24 – 29 март „Кумано“ и „Судзуя“ преминават от Трук в Куре и влизат там за ремонт, включващ и първата им военна модернизация. В хода ѝ са свалени 13,2-мм картечници, броя на 25-мм автомати е доведен до 4 трицевни и 4 сдвоени (общо 20 ствола), поставена е РЛС за откриване на въздушни цели № 21 на върха на фокмачтата, на предната част на компасния мостик е поместен команден пост на ПВО, всички илюминатори на долната палуба и много на средната са заварени, обтежките на антените на покривите на кули № 3 и 4 са свалени. Докуването на „Кумано“ в Арсенала на флота преминава от 6 до 15 април.
На 20 май „Кумано“, „Судзуя“ и „Могами“ напускат Токуяма и се насочват за Токийския залив, където пристигат на следващия ден. Там в течение на 9 дена те се занимават с бойна подготовка преди планирания поход към Алеутските острови, обаче той е отменен впоследствие. От 30 май до 1 юни крайцера заедно със „Судзуя“ преминава в Хашираджима („Могами“ се забавя с един ден поради повреди от сблъсък с танкер). Двата крайцера, на 11 юни, отплават от Куре и на 13-и пристигат в Йокосука, където вземат на борда си личният състав на 5-о подразделение на ПВО на ЯИА. От 16 до 21 юни заедно с линкорите „Конго“, „Харуна“, самолетоносачите „Рюхо“, „Уньо“ и „Чуйо“ и 7 разрушителя те преминават на Трук. След това „Кумано“ и „Судзуя“ в съпровождение на разрушителя „Ниидзуки“, на 23 – 25 юни, правят преход до Рабаул, където стоварват войниците, след което към 27 юни се връщат обратно. На 9 – 11 юли двата крайцера отново плават за Рабаул и на 18 юли заедно с „Чокай“, „Сендай“ и 4 разрушителя се насочват в залива Веля за прикритие на десантиращите там подкрепления. В нощта на 20 юли в резултат на авионападение на „Авенджъри“ на 131-ва торпедна ескадрила на КМП (VMTB-131) „Кумано“ е повреден. Близък разрив на 2000-фунтова бомба по десния борд в кърмовата част отваря листовете на обшивката, предизвиквайки наводняване на няколко отсека, също са извадени от строя помпите за захранващата вода в котелни отделения № 5 и № 6. На 21 юли корабите се връщат в Рабаул, „Кумано“ е пришвартован за спешен ремонт към плаващата работилница „Ямабико-мару“, на 22 юли контраадмирал Нишимура пренася от него своя флаг на „Судзуя“. На 29 – 31 юли „Кумано“ преминава на Трук, където започва последващия му ремонт със силите на плаващата работилница „Акаши“. „Кумано“ отново излиза в морето след месец, на 28 август, и пристига в Куре на 2 септември. Ремонта му в Арсенала на флота продължава до 31 октомври, докуването е от 4 септември до 8 октомври. На 3 ноември „Кумано“ напуска Куре и на 8-и пристига в Трук.
На 24 ноември, поради началото на десанта на американците на атолите Тарава и Макин, „Кумано“ и „Судзуя“ отново излизат в морето. На 26 – 27 ноември „Кумано“ провежда на стоянка в Куаджалейн, на 28 – 29 ноември заедно с пристигналия „Судзуя“ се намира при атола Ениветок, от 30 ноември до 3 декември двата крайцера са в Рои и на 5 декември се връщат на Трук. На 8 декември контраадмирал Нишимура пренася своя флаг от „Судзуя“ на „Кумано“. На 26 декември двата крайцера се насочват в поход с товар на борда за Кавиенг, но са засечени от американската авиация и на 28-и се връщат обратно. На 29 декември двата кораба заедно с разрушителя „Митишио“ отново излизат за Кавиенг, връщайки се обратно на 1 януари 1944 г.
На 1 февруари 1944 г. 7-а дивизия („Кумано“, „Судзуя“, „Тоне“, „Чикума“) оставя Трук и на 4 февруари пристига на острова Палау. Престоявайки там в готовност 12 дни, тя, от 16 до 21 февруари, преминава на котва при остров Линга за провеждане на бойна подготовка. Последната седмица на март и първата седмица на април „Кумано“ и „Судзуя“ провеждат в кораборемонтния завод № 101 в Сингапур, където преминават втората си военна модернизация. В хода ѝ на крайцера са поставени допълнително 8 единични 25-мм автомата, в резултат на което общия брой на стволовете нараства до 28. В периода 11 – 14 май крайцерите на 7-а дивизия и „Могами“ преминават от Линга в Тави-Тави, където провеждат почти месец (с прекъсване за поход до остров Таракан за дозареждане на 15 – 17 май). С началото на операция „А-Го“, на 13 юни, те излизат в морето в състава на Мобилния флот на вицеадмирал Одзава и на 19 – 20 юни участват в сражението във Филипинско море, без да получат в хода му никакви повреди. На 22 юни корабите пристигат в Окинава и на 25-и в Куре. С пристигането му „Кумано“ преминава в Арсенала на флота третата си военна модернизация, завършила на 8 юли. В хода ѝ са добавени още 4 трицевни и 16 единични 25-мм автомата (общ брой на стволовете – 56), поставени са РЛС за откриване на надводни цели № 22 на фокмачтата и РЛС за откриване на въздушни цели № 13 на гротмачтата, два комплекта инфрачервени прибора за наблюдение и свръзка тип 2 на мостика, жилищните помещения са максимално очистени от огнеопасни предмети, допълнително е подобрена водонепроницаемостта на преградите под водолинията.
На 8 юли 7-а дивизия заедно с 1-ва дивизия линкори, 4-та дивизия крайцери и 2-ра ескадра разрушители напуска Куре, имайки на борда си войски и товари. На 10 юли тя се отбива в Окинава, а на 16-и пристига в Сингапур – крайната цел на похода. На 17 юли корабите преминават към базата на Линга, където стоят около три месеца. В хода на стоянката РЛС № 22 4-та модификация на „Кумано“ е модернизирана с поставянето на суперхетеродинен приемник, което позволява след това да се управлява артилерийския огън.
На 22 септември и 5 октомври „Кумано“ приема запаси продоволствие от транспорта „Китаками-мару“. От 18 до 20 октомври 7-а дивизия крайцери заедно с 3-та дивизия линкори и 10-а ескадра разрушители преминават от Линга в Бруней.

#### Сражението в залива Лейте
На 22 октомври 1944 г. 7-а дивизия в състава на Първо ударно съединение на адмирал Курита напуска Бруней за изпълненир на операцията „Шо-Го“. След в боя в морето Сибуян на 24 октомври през нощта на същия ден тя преминава през пролива Сан Бернандино, излизайки на крайната точка на пътя – в залива Лейте.
Сутринта на 25 октомври при остров Самар в хода на боя с оперативен отряд 77.4.3 на американската оперативна група 77.4 на контраадмирал Спрегю „Кумано“ (флаг на вицеадмирал Шираиши) плава главен в колоната крайцери на 7-а дивизия. В 7:10, 5 минути по-късно от 5-а дивизия, той открива огън по противника. В 7:20 разрушителя „Джонсън“ пуска по него от далечина под 10 км десет 533-мм торпеда Mk 15, всяко от които носи 300 кг взрив. „Кумано“ изпълнява маневра за отклонение и започва да се връща в боя, но прекалено рано. Японците не отчитат настроените на ниска скорост торпеда Mk 15, три от които преминават право пред носа на крайцера, а четвъртото, в 7:27, поразява носа по десния борд. Взривът окъсва целия носов край по 20-ия шпангоут, заедно с него са загубени котвите и лебедката на шпила. Прекъснатите котвени вериги и настилката на горната палуба провисват надолу, листовете на бордовата обшивка са огънати наляво. Вибрирайки поради рязко нарасналото съпротивление като при рязко спиране, „Кумано“ бързо губи скорост, която спада до 10 възела. Той взема курс на север и скоро се среща с втория крайцер на 7-а дивизия – „Судзуя“, който е повреден примерно по същото време от близък разрив и може да се движи с 20 възела. Смятайки „Судзуя“ за по-малко повреден, адмирал Шираиши към 08:30 пренася своя флаг на него, „Кумано“ продължава пътя си на север, имайки за цел залива Корон на едноименния остров, където може да отстрани повредите. Пътя при това, в района на господство на американците по море, се смята с минимален шанс за успех. Още повече, крайцерът плава сам – не му е придаден разрушител за съпровождение, и шансовете на екипажа за спасение в случай на гибел на кораба са минимални.
Към 7:00 26 октомври „Кумано“ благополучно пресича моретата Сибуян и Висаян, приближавайки южната част на остров Миндоро. На борда приемат много съобщения, говорещи за отмяната от Курита на цялата операция и оттеглянето на Първо ударно съединение назад. Става ясно, че останалите кораби са от крайцера само на няколко часа път и да се стигне до залива Корон е напълно реално. Но в 08:50 „Кумано“ е атакуван от 4 „Хелдайвера“ и 7 „Авенджъра“ под прикритието на 12 „Хелкета“ от авиогрупата на самолетоносача „Хенкок“ (USS Hancock (CV-19)). С обезобразената носова част крайцера не може нормално да се уклонява от захождащите към него самолети и, независимо от силния зенитен огън, е поразен от три бомби. Първата бомба детонира много близко от обшивката на левия борд, през възникналата пробойна е наводнено котелно отделение № 6. След това взрив на 1000-фунтова бомба (възможно на две такива бомби) нанася на кораба мащтабни повреди: силно са повредени димоходите на котелно отделение № 1 и въздухозаборниците на котелни отделения № 2, 3, 4, 5, кожусите на котлите в отделения № 1, 3 и 4, кожусите на турбините за крайцерския ход по десния борд. Третата бомба се взривява по левия борд в основата на носовата надстройка, изваждайки от строя двете предни 127-мм установки и РЛС. След това американските самолети оставят кораба с издигащи се от него високи стълбове дим и пара, решавайки, че той е обречен. След всички тези попадения крайцерът напълно се лишава от ход, съхранявайки пара само в един котел от осем, обаче командващият го капитан 1-ви ранг Шоичиро Хитоми не счита ситуацията за безнадеждна. Той изпраща аварийните партии в машинните отделения и пуска молби за оказване на помощ към намиращите се наблизо японски кораби. Усилията не са напразни – успяват да пуснат в действие котел № 1, което позволява на крайцера да даде 2-възлов ход. Към 10:00 вече подават пара на два агрегата, и „Кумано“ успява да плава к Корон със скорост 10 възела. Хитоми даже оптимистично предлага да плават не към Корон, а към по-отдалечения и безопасен залив Уруган на остров Палаван. Макар Курита да заповядва в помощ на „Кумано“ да се отзоват разрушителя „Хаманами“ (с оцелелите членове на екипажа на крайцера „Ноширо“), първи в 13:30 го срещат корабите на Второ ударно съединение на вицеадмирал Шима – тежкия крайцер „Ашигара“ и разрушителя „Касуми“. Във връзка с това Хитоми решава да плава под тяхното съпровождение за Корон, и в 16:30 „Кумано“ пристига там. Тъй като крайцерът няма котви още от Самар, правят временни котвени крепления.

#### Последващи действия и гибел
След дозареждане от танкера „Ничией-мару“, в 00:30 на 27 октомври, „Кумано“, сам (тъй като отделените за съпровождането му разрушители, „Фуджинами“ и „Окинами“, все още не са пристигнали – последният настига крайцера вече на път), напуска Корон, и в 07:20 на 28 октомври, пристига в Манила. При това в тъмнината той се раминава с потеглилите от Манила в 18:15 разрушители „Кийошимо“ и „Хамакадзе“, изпратени от Курита конкретно да му окажат помощ. Всичко от 25 до 28 октомври от екипажа на крайцера 56 души са убити и 99 ранени (от тях 19 в Манила са спешно изпратени в болница). Кораборемонтният завод № 103 в Манила към това време е силно натоварен с ремонта на повредените „Начи“ и „Аоба“. Обаче неговата техника, заедно с членовете на екипажа работещи денонощно, към 3 ноември успяват да ремонтират носовата част на „Кумано“ и пуснат в действие 4 от 8 котела. На тестовия пробег в Манилския залив крайцерът успява да изстиска 15 възела. Командирът Хитоми започва да търси разрешение за спешен преход на крайцера, тъй като рейда на Манила още от септември е подложен на нападение, и неговата молба е удовлетворена. В 01:00 на 5 ноември „Кумано“ излиза в морето заедно с „Аоба“, 4 ловци на ПЛ и 6 транспорта в състава на конвоя Манила-Такао („Ма-Та 31“). Поради необикновеното време на тръгване – веднага след полунощ, а не сутринта – корабите избягват четири масирани нападения на палубната авиация на 38-о оперативно съединение, в резултат на които флагманът на Шима, крайцерът „Начи“, е потопен, а разрушителя „Акебоно“ е тежко повреден. „Ма-Та 31“ нощта на 5 по 6 ноември провежда в Санта Крус, в залива Дасол, на западното крайбрежие на остров Лусон, а в 07:00 поема в път с 12-възлов ход в три походни колони. „Кумано“ оглавява дясната, най-близка към брега колона, в килватера му плава „Аоба“. В 08:10 на 6 ноември конвоя е засечен от американската подводна лодка „Хитаро“, преследваща го според получената ден по-рано информация от ПЛ „Бетфиш“. В 9:05 те изстрелват по „Кумано“ първите три торпеда, след които следват още шест, и след още пет минути от крайцера виждат далечните стълбове вода (възможно, вследствие на преждевременно детониране или удар от скали). В 9:43 следващата американска подводница, „Брим“, произвежда четириторпеден залп по крайцерите, от който те се изплъзват. В 10:42 трета подводница, „Ратон“, произвежда шестторпеден залп по „Кумано“, а след три минути четвърта лодка, „Рей“, пуска още четири торпеда. Фактически от двадесет и три 533-мм торпеда, изстреляни по „Кумано“, той е поразен в 10:48 само от две от последния залп на „Рей“ (предположително се електрическите торпеда Mk 18 с 300 кг взрив всяко). Двете торпеда попадат в десния борд, първото под носовата надстройка, второто в предното машинно отделение по десния борд. Крайцерът получава крен 11° по десния борд и поради наводняването на всичките четири машинни отделения губи ход. Конвоят изоставя повредения кораб, опасявайки се от нови атаки под вода, само транспорта „Дорю-мару“ се приближава до него, за да го вземе на буксир. „Рей“ се опитва да атакува двете цел, но се натъква на неотбелязан на картата риф и поради повреди е принудена да се върне в базата. „Дорю-мару“ успява да вземе „Кумано“ на буксир и със скорост 2 възела да го доведе в Санта Крус към 11:30 на 7 ноември.
Последващите две седмици екипажът на крайцера и изпратените от кораборемонтен завод № 103 работници упорито се опитват да го доведат до функциониращо състояние, позволяващо му да извърши преход до Такао. Командването на Обединения флот му отделя на помощ спомагателният тралчик „Тьоун-мару № 21“. На 9 и 10 ноември тайфун заплашва този опит. Още повече, че на втория ден от лошото време „Кумано“ се откъсва от временните котви, обаче оцелява до края на бурята без да се изхвърли на брега. Американската палубна авиация в този момент е отвлечена за борба с прехвърлянето на японски войски към острова Лейте (операция „ТА“), и първото нападение над крайцера е извършен едва на 19 ноември. От 14:19, в течение на половин час, самолетите на 38-о оперативно съединение, атакуват „Кумано“, но без да имат бомбови попадения. На 20 ноември ремонтът е завършен: успешно са пуснати само 1 котел и 1 турбозъбчатен агрегат. Командирът на лектромеханическата БЧ Сакае Хорияма съобщава на Хитоми, че крайцера е готов за преход и може да развие 6 възела.
На 25 ноември, в 8:40, над залива Дасол се появяват първите самолети на 38-о оперативно съединение, които атакуват замаскирания „Тьоун-мару №21“, на който в резултат на попаденията започва пожар. За оказване на помощ към тралчика от „Кумано“ са изпратени лодки, обаче те не достигат целта си преди началото на новото нападение. В 12:10 „Тьоун-мару №21“ е поразен от бомба и след три минути се прекършва и потъва. Най-накрая, в 14:30, изначално бившата приоритетна цел, „Кумано“ е атакуван от 30 „Хеллдайвъри“ и „Авенджъри“ от авиогрупата на самолетоносача „Тикондерога“ (USS Ticonderoga (CV-14)). Първи над кораба по десния борд (от слънчевата страна) захождат пикировчиците, за кратко постигат 4 преки попадения и множество близки разриви. Две 500-фунтови бомби повреждат носовата част в съседство с първата кула на главния калибър, трета поразява района на носовата надстройка, четвъртата детонира на авиационната палуба. Всички тези повреди непосредствено не са фатални за кораба. Обаче веднага след това към неподвижния кораб захождат пет или шест торпедоносеца, и около 14:45 той е поразен наведнъж от пет 569-мм авиоторпеда Mk 13 с 262 кг взрив всяко. Попаденията равномерно се разпределят по десния борд, разпорвайки обшивката на крайцера в района на погребите на кулите на главния калибър № 2 и 5, котелни отделения № 2 и 6 и предното машинно отделение по левия борд. Едновременните повреди в такива обеми са фатални даже за линкор, „Кумано“ започва бързо да се накланя към левия борд и в течение на 3 минути кренът достига 45°, независимо от контранаводнението. При такъв крен оръдията вече не могат да водят зенитен огън (всичко разчетите на зенитните оръдия на крайцера заявяват за 4 свалени в хода на боя американски самолета), и командирът Хитоми дава заповед да се напусне кораба. Самият той остава на мостика, докрай ръководейки евакуацията на хората. 4 минути след попаденията на торпедата „Кумано“ се преобръща, и оцелелите се скупчват на неговото оголено дъно. Американските самолети прострелват с картечниците си корпуса, и повърхността на водата около него (а според свидетелства на оцелелите – даже хвърляйки по тях и бомби), но скоро напускат района. 45 минути след началото на нападението, в 15:15, „Кумано“ потъва с кила нагоре в точката с координати 15°45′ с. ш. 119°48′ и. д. / 15.75° с. ш. 119.8° и. д. на дълбочина 33 метра. Поради бързото преобръщане жертвите са много, но все пак много по-малко отколкото може да се очаква. От 1036 души, намиращи се на борда, загиват 441 и оцеляват 595 (41 офицера и 554 старшини и матроси). Старши по звание от оцелелите се оказва командирът на електромеханическата БЧ Хорияма. На загиналия командир на крайцера Хитоми посмъртно е присвоено званието контраадмирал.
Така, „Кумано“ от сутринта на 25 октомври, сумарно получава попадения от осем торпеда и шест бомби, преди да се окаже на дъното. Командващият 38-о оперативно съединение при Лейте, адмирал Уилям Хелси по-късно казва, че „ако има японски кораб, който той да пощади, то това би бил „Кумано““.
В периода на пребиваването на „Кумано“ в Санта Крус 7-а дивизия, на 21 ноември е разформирована, и той е придаден в състава на 5-а дивизия на Втори флот. Ведно с това той формално е преподчинен на Флота на Югозападната зона, на 1 януари 1945 г., от списъците на флота е изключен на 20 януари.
На 4 юни 1945 г. към „Кумано“ се спускат водолази от американския спасителен съд „Шантеклер“. Те откриват крайцера, лежащ на дъното с кила нагоре, с крен на левия борд от 120°. Надстройките са заровени в грунта, носовата част е отделена от корпуса и лежи на 140 м от него, виждат се и други многобройни следи от попадения на бомби и торпеда. Водолазите изваждат от кораба кодовите книги и устройства, корабните дневници от 1937 до 1942 г., работеща 25-мм установка с боекомплект и представляващите към този момент голям интерес за американците комутационни схеми на корабните РЛС (самите РЛС няколко месеца по-рано са взети от потопения в Манилския залив крайцер „Начи“). Към 1998 г. корпусът на „Кумано“ все още лежи на същото място, достъпът към него е силно затруднен от откритото море над него и сложните метеорологични условия в района.

## Командири на кораба
- 1.12.1936 – 31.10.1937 капитан 1 ранг (тайса) Хикоджиро Шуга (на японски: 須賀彦次郎);
- 31.10.1937 – 18.5.1939 капитан 1 ранг (тайса) Шоджи Нишимура (на японски: 西村祥治);
- 18.5.1939 – 15.11.1939 капитан 1 ранг (тайса) Сукейоши Яцуширо (на японски: 八代祐吉)[14];
- 15.11.1939 – 15.10.1940 капитан 1 ранг (тайса) Каору Арима (на японски: 有馬　馨)[14];
- 15.10.1940 – 25.5.1941 капитан 1 ранг (тайса) Мицуо Киношита (на японски: 木下三雄)[14];
- 25.5.1941 – 27.2.1943 капитан 1 ранг (тайса) Кикумацу Танака (на японски: 田中菊松)[14];
- 27.2.1943 – 29.3.1944 капитан 1 ранг (тайса) Тосио Фуджита (на японски: 藤田俊造)[14];
- 29.3.1944 – 25.11.1944 капитан 1 ранг (тайса) Шоичиро Хитоми (на японски: 人見錚一郎)[14].

## Коментари
1. ↑  При влизането му в строй е класифициран като крайцер 2-ри клас (нито дзюнъйокан), след замяната на артилерията като клас 1 (ито дзюнъйокан), което според приетата тогава международна терминология съответства на термините лек и тежък крайцер.
2. ↑  Редица източници, включая книгата на Лакруа и Уелс, включват капитан 1-ви ранг Хитоми сред 595-е оцелели. Но това противоречи на отчета за бойните действия на крайцера „Кумано“ и, по видимост, е грешка. Виж стаятита на Тули.